# برنارد پورت
برنارد پورت (انگلیسی: Bernard Port; ۱۴ دسامبر ۱۹۲۵ – ۲۷ اوت ۲۰۰۷ (aged 81)) بازیکن فوتبال اهل بریتانیا بود.